# 折伏大行進
折伏大行進（しゃくぶく だいこうしん）は、当時日蓮正宗の信徒団体であった「創価学会」の第2代会長・戸田城聖が、1951年（昭和26年）5月3日に75万世帯の折伏を達成するとの目標を宣言した大規模な宗教勧誘運動。

## 歴史
1951年（昭和26年）5月3日、戸田城聖が創価学会第2代会長に就任した。戸田は就任挨拶の中で、自分の存命中に75万世帯を創価学会に入信させるとの拡大目標を打ち出した。当時の創価学会はまだ会員数3,000世帯程度の日蓮正宗内でも小さな講中で、挨拶を聞いた当時の創価学会幹部は「75万世帯などとは途方もない数字だ」と述べるなど、達成できるとは到底信じられなかったという。

折伏は1950年（昭和25年）発行の『折伏教典』を主な教材とし、既にあった月刊理論誌『大白蓮華』や、就任直前の4月20日に創刊されたばかりの機関紙『聖教新聞』がそれを補強した。当時の折伏の対象や入会者は、貧困層や病人、田舎（地方）から大都市に移住してきたばかりの若者が多かった。
折伏大行進の過程では、創価学会に入会しようとした家庭に、他宗派の仏壇や神棚が置かれていると、それを焼却するといった行為が行われたが、これを謗法払い（ほうぼうばらい）といった。なお、これは創価学会以外からは奇異に写り、時として大人数で対象者を取り囲むといった強引さを伴った。長崎県では、入信を強要された19歳の少年が飛び込み自殺をした。
1957年（昭和32年）12月の本部幹部会で、戸田は自ら掲げた75万世帯の目標が達成されたと発表した。

しかし、それから間もなくして戸田が死去。後を継いだ池田大作は、さらに創価学会の勢力拡大を進めていった。池田は戸田の七回忌となる1964年（昭和39年）までに300万世帯という目標を掲げ、1961年（昭和36年）には200万世帯を達成。1964年（昭和39年）の公明党結党直前の時点では、500万世帯と拡大を続けた。
1970年（昭和45年）、会員世帯数は750万に達した。

## 影響
折伏大行進によって、創価学会へ入会する人が増加、その組織力に魅力を感じた地方・国会議員の後援会や国労、夕張や三池などの炭労（日本炭鉱労働組合）、教職員組合に代表される組合などから創価学会に選挙協力を依頼されるようになる。そのため、全国の創価学会員の意見を集約させた団体の設立が必要と考えた戸田は、1954年（昭和29年）、創価学会に後の公明党の礎となる文化部を設置、文化部員に数名を任命。来る国政選挙に備えることになる。